# Фелікс Яронський
Фелікс Яро́нський (1827 — 1877, Кельці) — польський композитор і піаніст.

## Біографія
Народився в 1827 році. Навчався у Й. Ельснера та К. Купрінського у Варшаві, Ф. Галеві в Парижі. 1850 року концертував як піаніст у Парижі та інше. Від 1870 року жив у Кельцях, де й помер у 1877 році.

## Творчість
Твори для фортепіано:
- 9 «Думок» на українські народні теми;
- «Гандзя — цяця молодичка»;
- «Шумка»;
- мазурки.